# Tresses
Tresses – miejscowość i gmina we Francji, w regionie Nowa Akwitania, w departamencie Żyronda.
Według danych na rok 1990 gminę zamieszkiwało 3368 osób, a gęstość zaludnienia wynosiła 292 osób/km² (wśród 2290 gmin Akwitanii Tresses plasuje się na 128. miejscu pod względem liczby ludności, natomiast pod względem powierzchni na miejscu 965.).